# Streptocarpus capuronii
Streptocarpus capuronii är en tvåhjärtbladig växtart som beskrevs av Jean-Henri Humbert. Streptocarpus capuronii ingår i släktet Streptocarpus och familjen Gesneriaceae. Inga underarter finns listade i Catalogue of Life.